# 日産・サファリ
サファリ （SAFARI）は、日産車体が製造、日産自動車が販売していた中/小型の四輪駆動車である。国内販売は2007年6月をもって終了した。
日本国外向けにはパトロール（PATROL）の名で現在も生産・輸出が続いている。

## 概要
発売開始は1980年6月の160型。発祥は1951年9月発表の「4W60型パトロール」に遡り、日本のクロスカントリー型四輪駆動車の先駆けとなる。
近年、トヨタ・ランドクルーザーと並び紛争地域や国際連合での活躍が目立つ。日本国外向けには現在でも「PATROL（パトロール）」の車名が使われている。
1990年代以降はサスペンションに独立懸架式を採用するSUVが増え、乗用車とプラットフォームを共用するクロスオーバーSUVも大量に登場した。しかし、サファリの場合は生産車のほとんどが輸出されており、道路整備の遅れている地域や、国連、軍隊などでの使用が想定されているため、頑丈なはしご型フレームとY61型まではホイールトラベル（ホイールのストローク量）が大きくとれる前後リンクリジッドアクスルサスペンションを採用している。
日本国外向けには、シングルキャブのピックアップトラックと仕向け地で荷台の架装を行うためのキャブシャーシも設定された。また、日本国内にも、専用の大排気量ガソリンエンジンを搭載したシングルもしくはダブルキャブの消防車用キャブシャーシが存在したが、より架装性に優れるキャブオーバータイプで、コンパクトなディーゼルエンジンを有する2トントラックベースのものにとって代わられ、生産を終了している。
RVブームが一段落した後の日本国内では、愛好者が自家用とするほか、消防、警察、高速道路会社、JAFなどの団体や、民間企業で業務用として用いられている。

## 歴史

### 初代 160型系 （1980年 - 2002年）
1980年6月、初代160型系デビュー。日本国内でのボディーバリエーションは観音開きバックドアを持つ4ドアロングホイールベースのエクストラバンと2ドアショートホイールベースのレジントップ（車種名は「ハードトップ」で2人乗り）とそのハイルーフ仕様（車種名は「ハイルーフハードトップ」で4人乗り）、消防車用シングルおよびダブルのキャブシャーシの5種類。搭載するエンジンは直列6気筒・OHV・95馬力・3,246ccのSD33型ディーゼルエンジンと3,956ccガソリンPF40型（消防車用）。このほか、日本国外向け「パトロール」には、上下開きのバックドア（後に国内上級グレードにも設定）やピックアップトラックがあり、エンジンラインナップも上記のほかに、乗用車系のL28型ガソリンエンジンとLD28-T型ターボディーゼルエンジンの設定があり、これらはオートマチックトランスミッションを選ぶこともできた。生産拠点は日産車体平塚工場と日産自動車九州工場。
1981年10月、第24回東京モーターショーに「サファリ イカルス」、「サファリ 災害救援車」、「サファリ 劇中車」の3車種を参考出品。「イカルス」はエクストラバンをベースにBピラー以降にアクリル製ガルウィングドアを設定する。「災害救援車」は日本赤十字社との協力により救急車に仕立てられている。「劇中車」はテレビドラマ『西部警察』に登場する特装車である。（劇中設定については「西部警察#登場する警察車両」を参照。)
1982年8月、マイナーチェンジでNISSANマークがフロントグリル中央に移動。
1983年1月、日産モトール・イベリカ会社（スペイン）にてパトロール生産開始。
1983年9月、一部改良。ヘッドランプが規格型の角形になる（消防用キャブシャーシを除く）。トランスミッションの5速化とディーゼル車の昭和57年排出ガス規制適合と同時に、120馬力にパワーアップしたSD33T型ターボディーゼルエンジン搭載車と、エクストラバンに全高を140mmアップしたハイルーフが追加される。これに伴い型式を161系に変更。
1985年10月、再度のマイナーチェンジでNISSANマークを変更。オーバーフェンダー、10.5×31サイズのワイドタイヤ、電動ウインチ、背面スペアタイヤキャリアを装備する1ナンバー登録車の「グランロード」をエクストラバンのハイルーフに設定。
日本国内向け消防用キャブシャーシ、日本国外向けキャブ付シャーシ、ピックアップは、2代目となるY60型系発表後同じフロントマスクに変更され1994年まで継続生産し、併売されていた。モトール・イベリカ生産分は、1986年以降、260型系という新型式に発展して、2002年まで生産された。シャシに変更はないものの、エンジンは新世代のRD28Tとなり、フロントグリルも新CIの独自デザインとなっている。ボディー形状はショートホイールベースのハードトップと、ロングホイールベースは上下開きバックドアのワゴンと観音開きバックドアのハイルーフバンがあり、電装は12Vである。Y60型系の発売以降も欧州各国で併売されていたが、Y60型系を「パトロールGR」、260型系を「パトロールR」と呼び、区別していた市場がある。
販売終了前月までの新車登録台数の累計は1万3250台
2020年9月より放送された日産のCMに登場するSUVは初代サファリである。

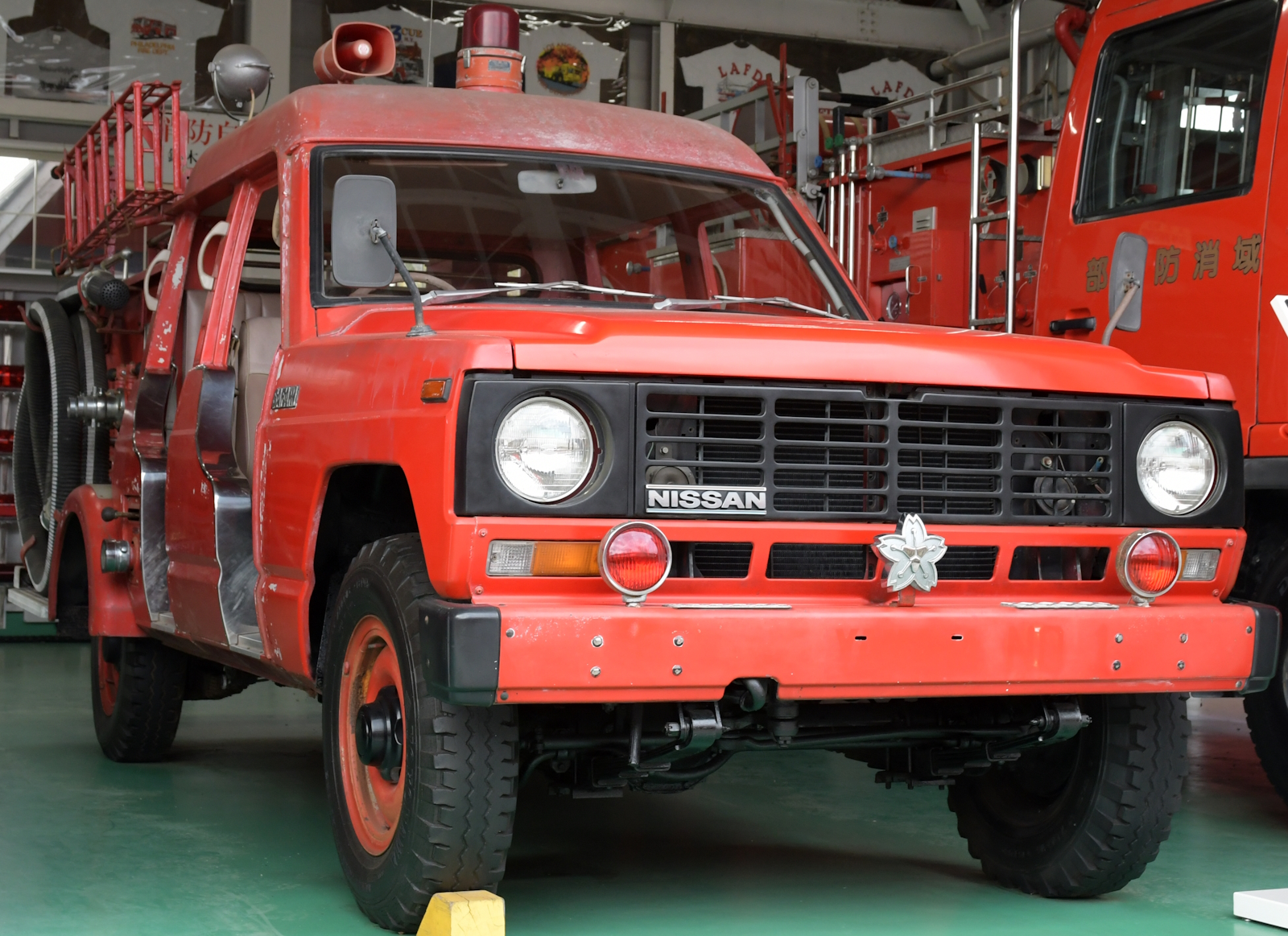
消防車（FG160）
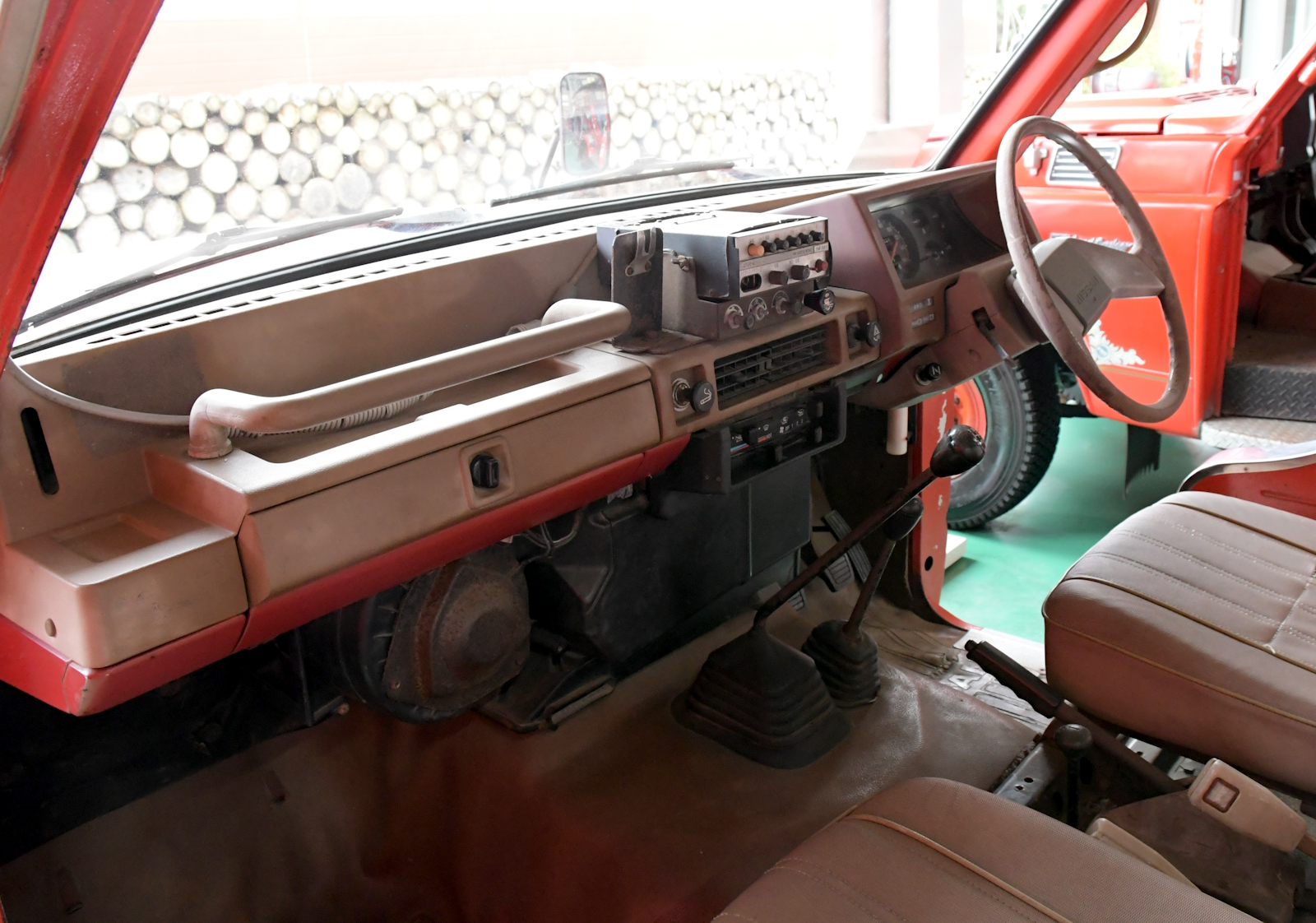
消防車（FG160車内）
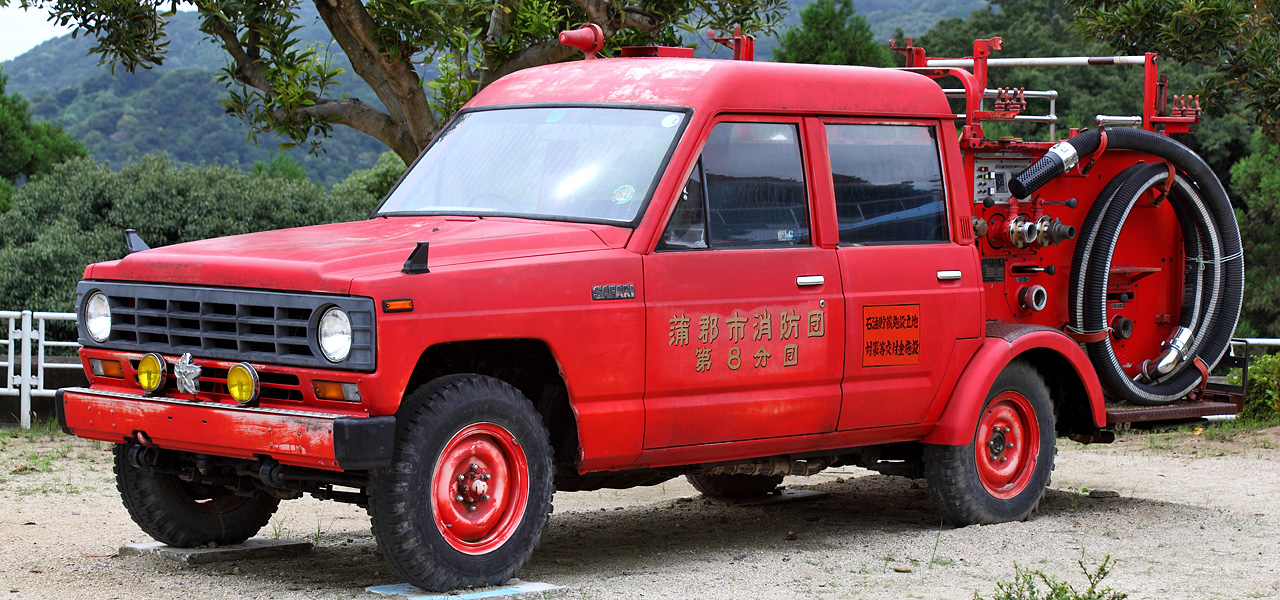
消防車（FG161）
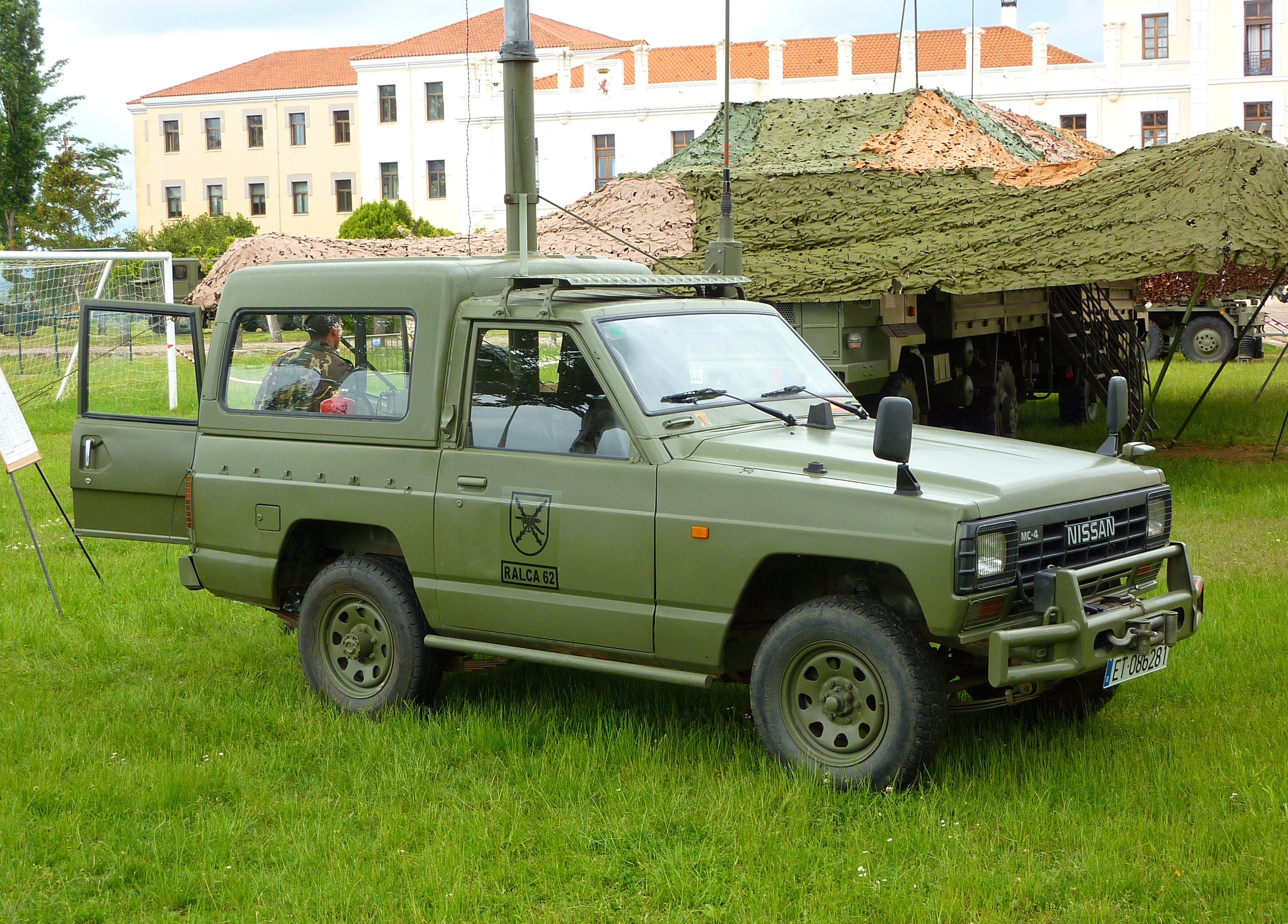
スペイン陸軍車両（パトロール）

### 2代目 Y60型系 （1987年 - 1997年）
1987年11月、Y60型系にモデルチェンジ。
車体の多くを160型系の流用としながらも、新設計のフレームとサスペンションに合わせ、フェンダー部のみが拡幅され、全車1ナンバー登録の普通貨物車（バン）となった。
日本国内のボディバリエーションは先代160型系と同じロングホイールベースの4ドアにエクストラとエクストラハイルーフの2種、ショートホイールベースの2ドアにハードトップの計3種類が設定された。このほか、日本国外向けハードトップにはハイルーフがある。ハードトップはFRPをやめ、メタルトップとなった。また、上下開きと5:5の観音開きとがあったバックドアは、非対称の観音開きに統一され、右側にスペアタイヤマウントを設けた。
国内向けシングルおよびダブルキャブの消防用シャーシと、日本国外向けピックアップは、耐荷重性に優れるリーフスプリングを引き続き採用する必要から先代160型系のシャーシが流用されているが、エンジンとトランスミッションをY60型系と同様のものに刷新し、Y60風のフロントマスクを与え、型式もY60型系となった。
日本国内向けのエンジンは、ネット125馬力を発揮する新開発の直列6気筒・TD42型ディーゼルエンジンが標準モデルに、消防用にTD42のガソリン版、直列6気筒TB42E型がそれぞれ搭載された。海外向けのパトロールでは、この他に、主に欧州向けのRD28T型ディーゼルエンジンや、主に中東向けのRB30S型ガソリンエンジンが設定された。
最も大きい変化となったサスペンションは、4輪リーフリジッドからリンク+コイルスプリングへと変更されたことで、オフロードでの走破性と、オンロードでの操縦安定性と快適性が格段に向上した。
1988年（昭和63年）2月、ワイドフェンダーのグランロードを追加。
1988年（昭和63年）9月、サファリ（国内向け）初のAT車を追加。
1991年（平成3年）3月、3ナンバー登録となるワゴンを追加。エクストラはサードシートを追加し、7人乗りとされ、ハードトップはリアシートを大型化し、5人乗りとした。バキュームアクチュエーター式のリアデフロックを初設定。
1991年（平成3年）11月、エクストラにTB42E型ガソリンエンジン搭載のワゴンを追加。同時に本革シートを装備する最高級グレード「キングズロード」を追加。
1993年（平成5年）8月、マイナーチェンジ。ワゴンのディーゼル車は全車145馬力のターボ付のTD42Tへ変更、同時にEGR増量。フロントグリルのエンブレムは新CIに変更。本革仕様の「キングズロード」を2ドアショートにも設定。2ドアショートボディのハードトップはワゴン仕様のみになる。エアコンの代替フロン化。
1994年（平成6年）10月、一部改良。フロントグリルの意匠変更のほか、TD42型系ディーゼルエンジン搭載車の電装品電圧を24Vから12Vへ変更。標準フェンダーのワゴンハードトップに、ADに代わる「スピリットタイプ I/II」を設定。これは欧州ですでに販売されていた小排気量モデルを日本国内向けに改良、投入したもので、直列6気筒OHCのRD28T型ディーゼルターボエンジン（2,825cc 125馬力/4,400rpm、26.0kgm/2,400rpm 平成6年排出ガス規制適合）を搭載し、細身大径の235/80R16タイヤを装備する。「スピリットタイプ II」のみ新造形アルミホイールが装備される。ハードトップのキングズロードは廃止（販売期間は1年強）。TD42Tエンジン + オーバーフェンダーのグランロードは継続。
1995年（平成7年）、オーテックジャパンの手によるクラシック儀礼車、アデュー発売。
1995年（平成7年）8月、一部変更。ワゴンに運転席SRSエアバッグが標準装備となる。TD42T型ディーゼルターボエンジンが平成6年排出ガス規制適合となり、ワゴンエクストラ（4ドア乗用登録）にもディーゼルエンジンが設定される。グレードは、キングズロードとグランロードのほか、ガソリンワゴンには無かったADが加わった。ディーゼルのワゴンエクストラでは全てのグレードで標準ルーフとハイルーフが選べるが、トランスミッションは4ATのみとなる。
1997年 (平成9年) 9月、生産終了。在庫対応分のみの販売となる。
1997年 (平成9年) 10月、3代目と入れ替わって販売終了。
オーストラリアではフォードブランドのもと、マベリックの名称で販売された。

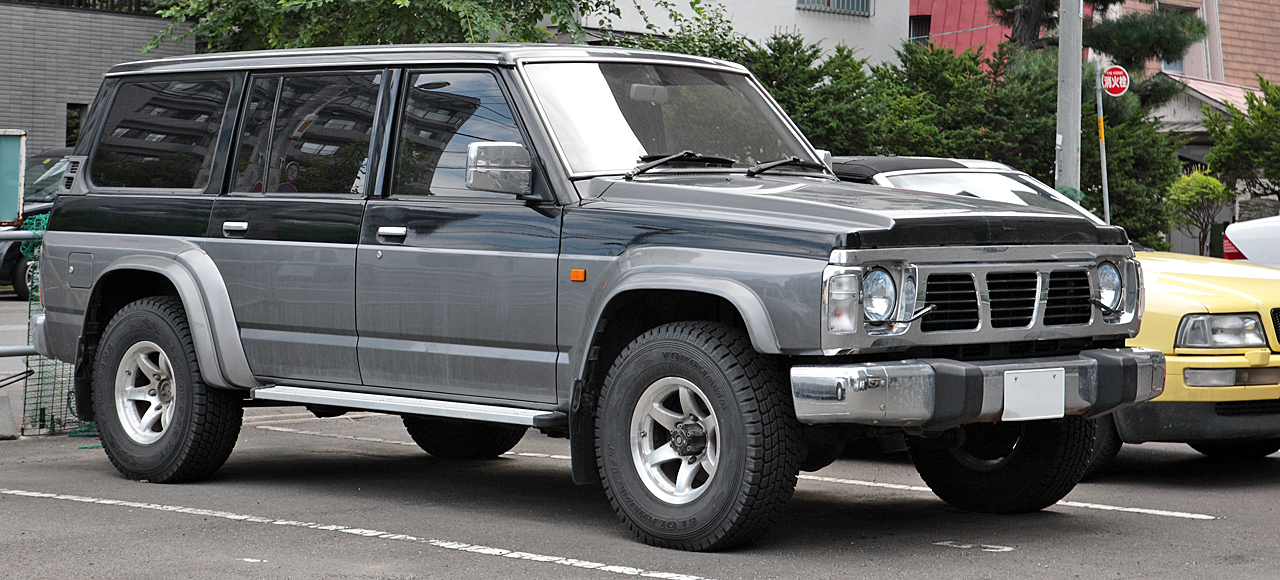
サファリバン エクストラ 標準ルーフ グランロード (VRGY60型)
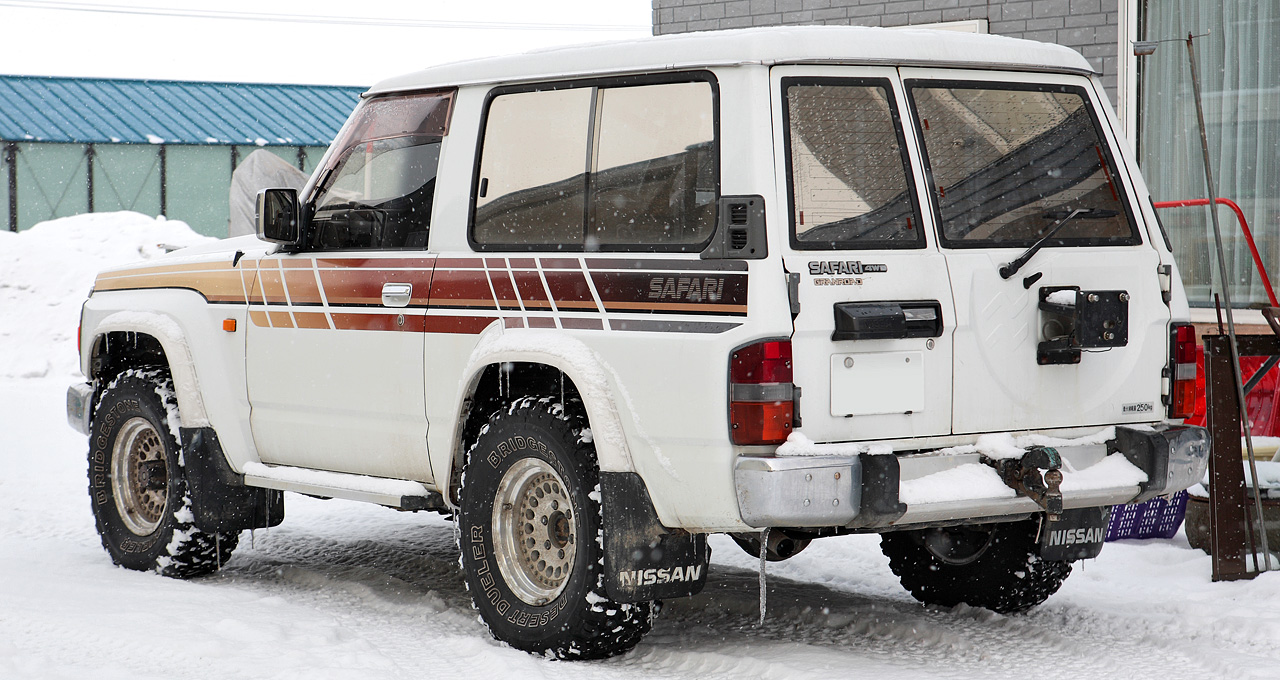
サファリバン ハードトップ (VRY60型)
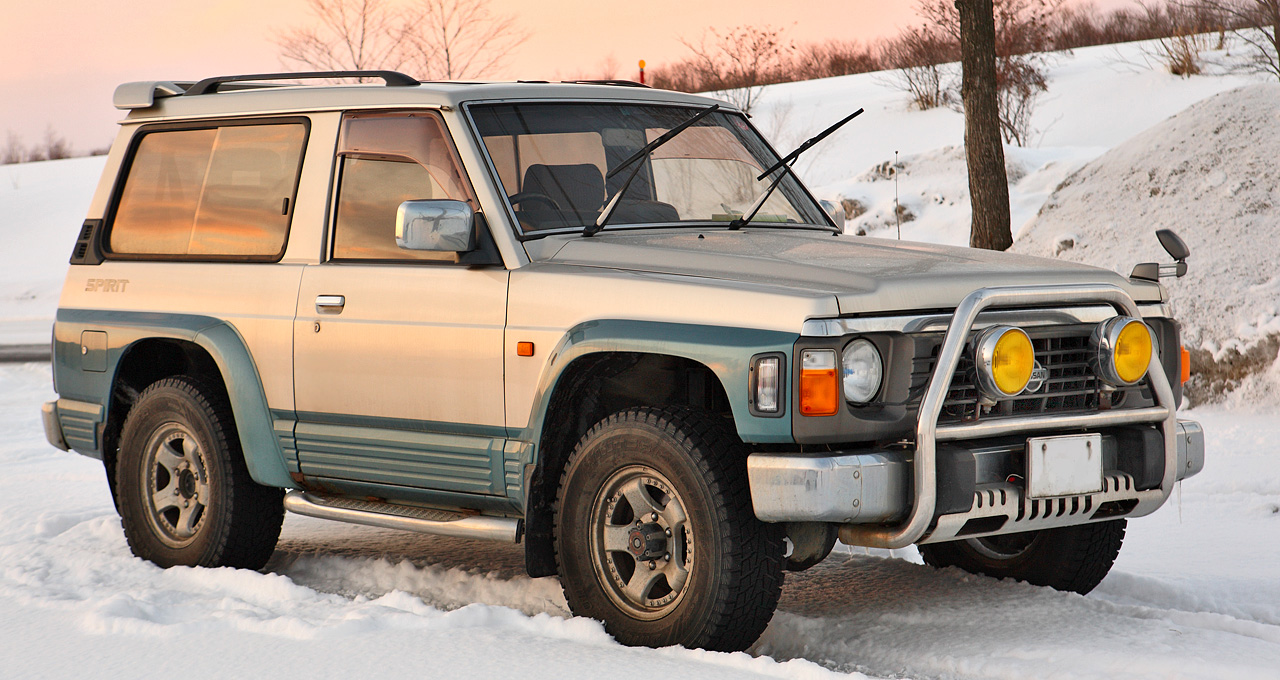
サファリ スピリット (WYY60型)
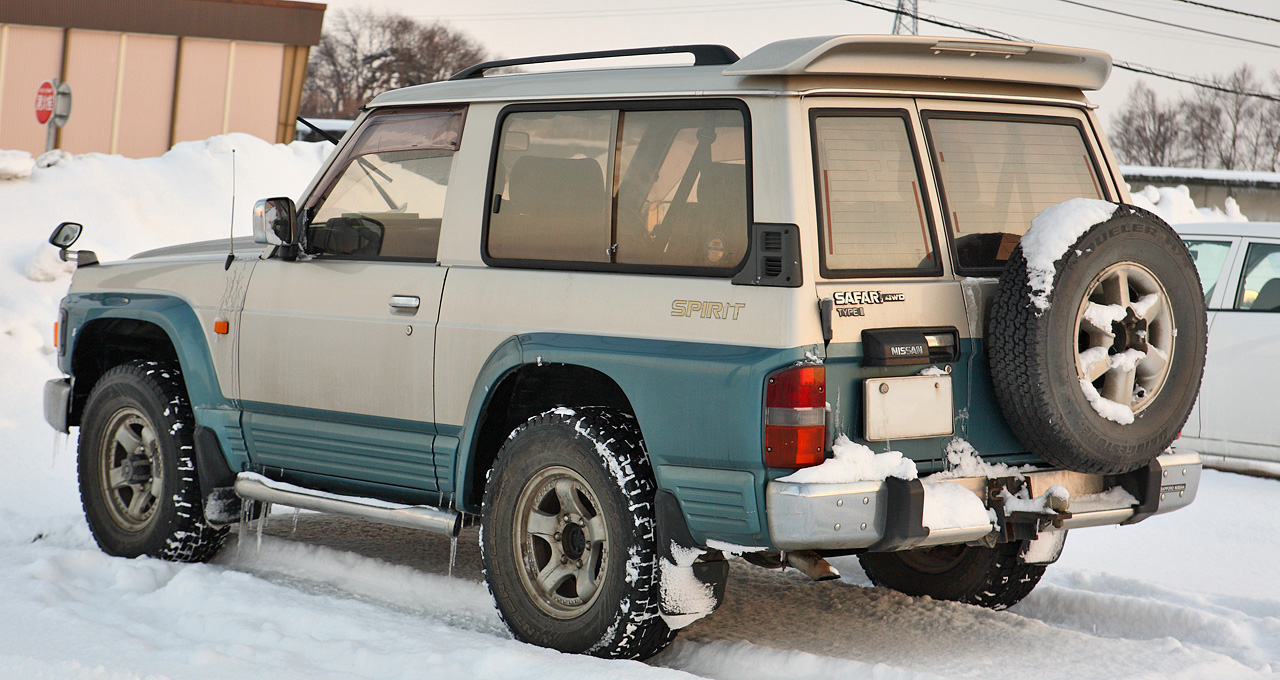
サファリ スピリット (WYY60型)
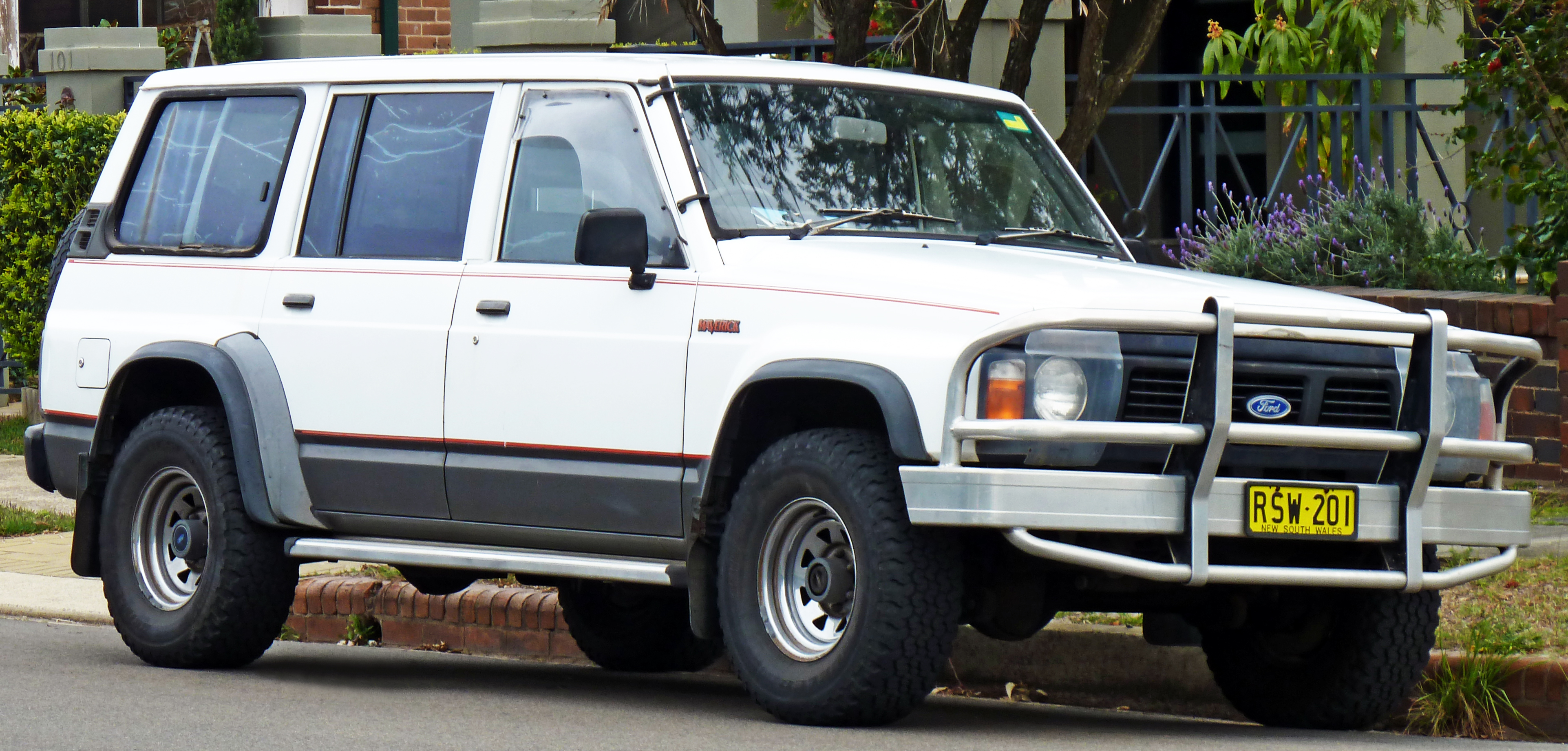
フォード・マベリック

### 3代目 Y61型系 （1997年 - 2007年）
1997年10月13日、Y61型にモデルチェンジ。ねらいはオーストラリアのアウトバックや中東砂漠の高速ツアラー。搭載エンジンはTB45E、TD42T、RD28ETi（2ドアハードトップ）。消防車仕様は廃止された。
1999年9月1日、マイナーチェンジ。内外装の意匠変更、仕様装備の向上のほか、2ドアハードトップ車はエンジンを直列4気筒・DOHC・直噴ターボディーゼルエンジンのZD30DDTi型へ変更、シリーズ名も「スーパースピリット」となる。オーテックジャパンの手によるキャンピングカー、「フィールドベース」も変更。
2000年3月、ZD30DDTi型搭載欧州向けパトロールを第70回ジュネーブモーターショーに出品。
2002年8月、日本向けの販売を休止。
2002年11月8日、マイナーチェンジを施し日本向けの販売を再開。新CI(NE-01)への変更など内外装の意匠変更、装備の向上のほか、新開発の直列6気筒DOHC TB48DEエンジンに5速マニュアルモード付オートマチックトランスミッションを組み合わせる。グレードは4ドアワゴングランロードリミテッドのみとなる。ただし、日本国外向けはディーゼルエンジンやMTも継続設定される。
ブレーキローター径の拡大、大型ブレーキキャリパーの採用によりブレーキ性能も向上させた。
2003年6月、FIAクロスカントリーラリー・ワールドカップ第4戦 ORPIモロッコラリーにスポット参戦。T1クラス3位。
2004年1月、テレフォニカ・ダカール2004に参戦し、総合22位、T1（市販車無改造）クラス優勝。
2004年8月18日、マイナーチェンジ。フロントグリル、フロント・リアバンパー、フロント・リアフェンダー、ヘッド・リアコンビランプの変更、内装色のエクリュ（ベージュ）への変更、カーウイングス対応TV/ナビゲーションシステム（DVD方式）、7インチワイド液晶モニターの標準装備化など、内外装を大幅変更する。
2004年9月、第12回「4x4 24時間atエッソンヌ」T1クラスに参戦。総合47位、クラス17位完走。
2005年2月下旬、パキスタンへ輸出開始。現地名は「パトロール」。
日本国内での生産は2007年6月上旬に終了し、7月には販売も終了しているが、次世代のY62型系が発表された後も「パトロール」として2024年まで生産と輸出が続けられていた。
先代のY60系から大きく全長が拡大され、5m超となったこと、主に中東・オセアニア市場をターゲットに展開されたため日本向けには積極的な販売がされなかったことなどが重なり、10年の販売期間中の新車登録台数の累計は7728台　と、歴代の国内向け日産車としては極めて少ないモデルとなっている。
愛知県警察がパトカーとして4台所有していた。
2014年2月までのサファリシリーズ国内累計生産台数は121万3957台。
なお、モデルや排気量によっては車重が3200kg、総重量が3500kgに迫るものとなっているため免許の条件や車検証上の形式の分類 (例:4800ccのモデルを1ナンバー登録して最大積載量まで貨物を積載した場合)によっては普通免許では運転が出来ない車種となることがある。

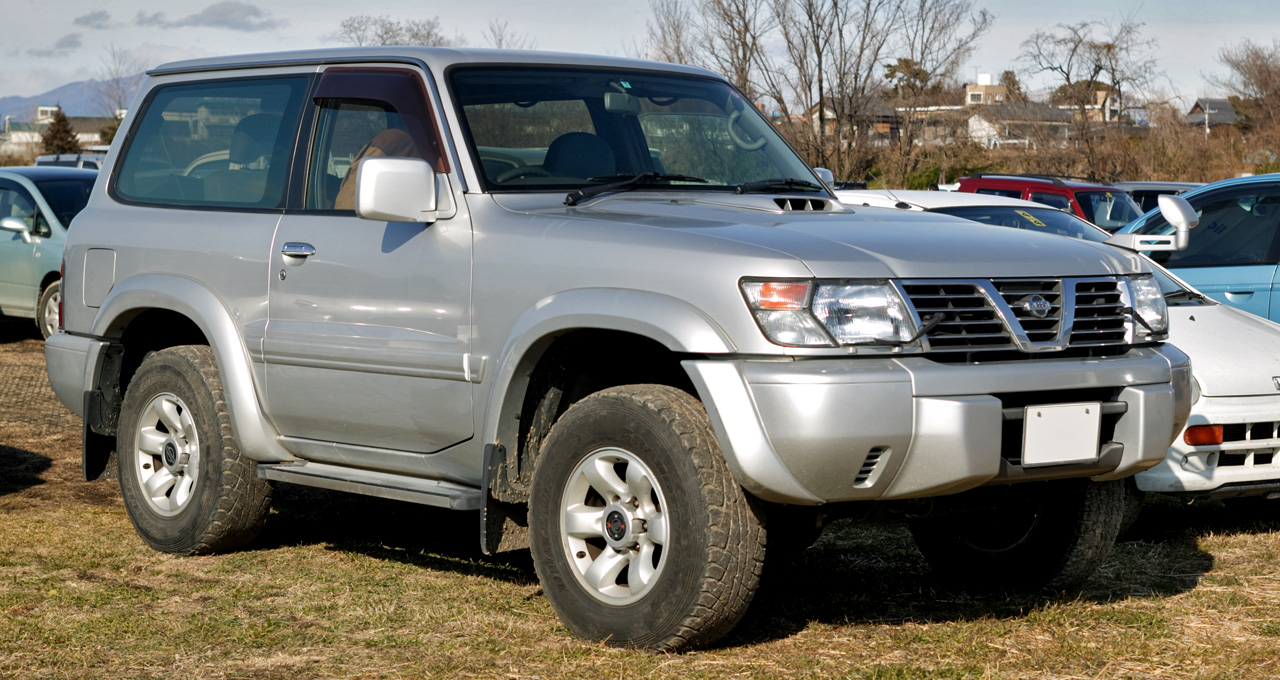
サファリ 2ドア ハードトップ スーパースピリット 3.0D （WTY61型）
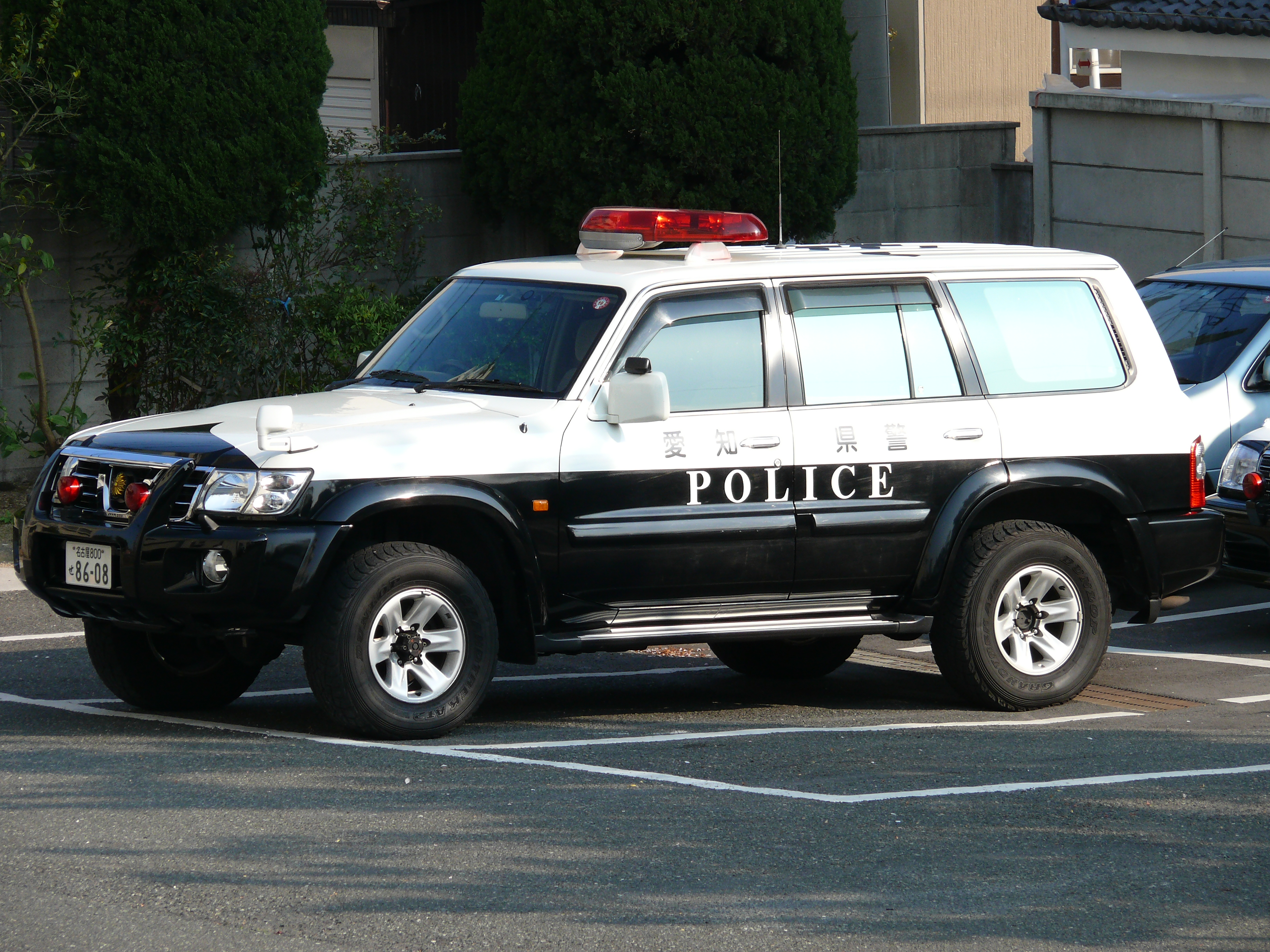
サファリパトカー （愛知県警自動車警ら隊）
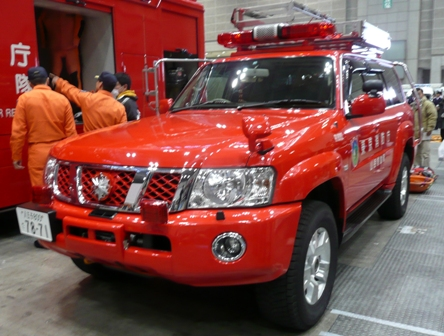
山岳救助車 （フェイスリフト後・東京消防庁）

## 車名の由来
- 狩猟・探検などの「遠征旅行」の意味のスワヒリ語。